# Laurent Burtz
Laurent Burtz, né le 25 avril 1973 à Bourgoin-Jallieu, est un kayakiste français de slalom.

## Carrière
Laurent Burtz termine quatrième en K-1 lors des Jeux olympiques d'été de 1996 à Atlanta. 
Il remporte la médaille de bronze en K-1 aux Championnats d'Europe de slalom 2000 à Mezzana. Il termine huitième  en K-1 lors des Jeux olympiques d'été de 2000 à Sydney. 